# جرج گروین
جرج گروین (به انگلیسی: George Gervin) مشهور به آیس من (مرد یخی)، متولد۲۷ آوریل ۱۹۵۲
وی بازیکن بازنشستهٔ بسکتبال حرفه‌ای آمریکا است و درهردو لیگ حرف‌های سابقهٔ حضور دارد. لیگ ای‌بی‌ای و ان‌بی‌ای (به انگلیسی: nba).
در لیگ aba برای تیم ویرجینیا اسکیرز و لیگ تیم‌های سن آنتونیو اسپرز و شیکاگو بولز مهد پرورش این بازیکن بزرگ بوده‌اند. در تمام ۱۴ فصل بسکتبالی خود وی در لیگ aba در هر بازی به‌طور میانگین ۱۴ امتیاز و در لیگ ان‌بی‌ای در هر بازی متوسط ۲۶٫۲ امتیاز در هر بازی را کسب می‌نمود. وی بدون هیچ چون و چرائی یکیاز بهترین گارد شوتزن‌های تمامی ادوار ان‌بی‌ای بوده‌است..

## دوران بازیگری
در دور سوم و برداشت ۴۰ ام درفت سال ۱۹۷۴ توسط تیم فونیکس سانز درفت شد و در همان ابتدا بایکی از بازیکنان سن آنتونیو اسپرز معاوضه شد.
لقب مرد یخی را به خاطر اخلاق و رفتار سرد و بی روحش در بازی به وی نسبت داده‌اند. وی را طرفداران بسکتبال با نحوهٔ امتیاز آوری اش می‌شناسند. در طول دوران حضورش در تیم مدرسه اش همیشه بهترین بازیکن درعرصهٔ امتیاز آوری بوده و در لیگ aba به تنهایی در آزمون ورودی به تیمش -ویرجینیا- ۲۲ پرتاب ۳ امتیازی اش را از ۲۵ پرتاب تبدیل به امتیاز کرده بود. این یک رکورد است.
بالاترین امتیاز وی ۶۳ امتیاز در یک بازی ثبت شده‌است که در این ۶۳ امتیاز یک رکورد در ان‌بی‌ای یعنی کسب ۳۳ امتیاز تنها در کوارتر دوم به یادگار مانده‌است. وی از سال۱۹۷۸تا۱۹۸۰ ۳ سال پیاپی رکورد دار میانگین امتیاز لیگ nba بوده‌است. (۳۳٫۱ امتیاز میانگین وی درطی ۳ سال)
هنگام بازی در کنار مایکل جردن وی بیشتر از هر بازیکنی در لیگ امتیاز کسب می‌نمود. وقتی لیگ آمریکا را به مقصد تیم‌های اروپایی ترک نمود ۳۸ سال سن داشت. این مسئله باعث شد کمی از چابکی وی کاسته شود ولی از مقدار امتیاز وی هرگز نکاست و جورج گروین در همان ۳۸ سالگی رکوردی امتیاز درهربازی اش معادل ۲۵٫۱ بوده و۵ریباند و ۱٫۲ اسیست درهربازی کسب می‌نمود. درلیگ اسپانیا وی برای تیم تی دی کا منستا بازی می‌کرد و درآخرین بازی اش دربسکتبال ۳۱ امتیاز و ۱۵ ریباند کسب نمود تا این تیم اسپانیائی را از سقوط به دستهٔ پایین‌تر نجات دهد.
۳ بازی را به خاطر مصدومیت از دست داد و به خاطر سن زیادش تیم اسپانیایی بازیکن ران بریر را جایگزین وی نمودکه این بازیکن میانگین ۳۰ امتیاز در هر بازی را بدست آورد و در تیم ثابت شد و جای گروین پیر را گرفت. جورج گروین هنگام بازنشستگی خطاب به بازیکن جوان تیم ران بریر گفت «همان راهی را ادامه بده که پادشاهان و لردها آن را ساختند» وی هم چنین افزود
«مانند یخ سعی کن سرد باشی»
بعداز گروین بازیکنانی چون گری پیتون وارد لیگ شدند. از گری پیتون نقل شده‌است که بازیکن مورد علاقهٔ وی در دوران کودکی جورج گروین بوده‌است.

## افتخارات و رکوردها
وی در تالار مشاهیر بسکتبال نامش را درج نموده است (تاریخ دقیقی قید نشده‌است) هم چنین در لیست ۵۰ بازیکن برتر تاریخ به نقل از مجله ی اسلم نام وی درج گردیده است.
بسیاری از رکوردهایی که در سن آنتونیو اسپرز باقی گذاشته بود توسط تیم دانکن و دیوید رابینسون شکسته شده‌اند. ۵ امین گاردی است که بیشترین تعداد بلاک شات را در این پست کسب کرده‌است. وی هنوز هم رکورددار امتیاز در سن آنتونیو اسپرزاست. ۲۳ هزار و ششصد و ۲ امتیاز.
وی ۶۸ بار در ۱۴ سال حضورش بالای ۴۰ امتیاز را کسب نمودهاست.
وی یک پسر به نام George Gervin, Jr دارد که به gee معروف است.
- ۹ بار حضور در آل استار(۱۹۷۷–۸۵)
- ۳ بار حضور در آل استار aba (1974-76)
- یکبار برندهٔ جایزهٔ بهترین و باارزش‌ترین بازیکن لیگ در سال ۱۹۸۰
- چهاربار برندهٔ جایزهٔ بهترین امتیازآور (۱۹۷۸-۸۰-۸۲)
- ۵ بار حضور در ترکیب تیم برتر لیگ
- ۲بار حضور در تیم دوم لیگ
- حضور در جمع ۵۰ بازیکن برتر تاریخ بسکتبال ان‌بی‌ای
- شماره ۴۴# وی توسط تیم سن آنتونیو اسپرز بازنشسته اعلام شده‌است.
- جمع امتیازات: ۲۶ هزار و پانصد و نود و ۵ امتیاز (۲۵٫۱امتیاز در هر بازی)
- جمع ریباندها: ۵ هزارو ششصدو دو ریباند (۵٫۳ ریباند در هر بازی)
- جمع اسیستها:۲ هزار و هفتصدو نود و هشت اسیست (۲٫۶اسیست در هر بازی)